# Bedshaped
Bedshaped – utwór angielskiej grupy piano-rockowej Keane. Singiel został zrealizowany dnia 16 sierpnia 2004 roku jako 3 piosenka promująca album studyjny - "Hopes and Fears". Został sprzedany w nakładzie 22.000 kopii w ciągu pierwszego tygodnia, co uplasowało ten utwór na 10# notowań UK Singles Chart.

## Wersje wydań
CD CID870
1. "Bedshaped"
2. "Something In Me Was Dying"
3. "Untitled 2"
4. Bedshaped (Video)

UK, 7" Vinyl IS849
1. "Bedshaped"
2. "Something In Me Was Dying"

## Realizacja
"Bedshaped" został skomponowany już w 2001 roku przez Tima Rice-Oxleya, jednego z członków grupy. Oryginalnie został nagrany w Les Essarts, we Francji i po raz pierwszy ukazał się jako B-Side utworu Everybody’s Changing w maju 2003 roku. Jako 4 autor (poza 3 członkami Keane) został uznany James Sanger.